# 점자 도서관
점자 도서관(點字圖書館)은 점자간행물이나 점자 도서 및 녹음 도서를 제작, 수집하고 빌려주는 도서관이다. 1882년, 영국 런던의 국립 맹인 도서관(National Library for the Blind)이 점자 도서관의 시초로 파악되고 있다.